# Teatro LGBT

Puesta en escena de Rent, un ejemplo de teatro LGBT.

El teatro LGBT (también conocido como teatro gay, teatro lésbico o teatro queer) es un género teatral que se centra en las vidas de las personas homosexuales y la cultura gay y lésbica, formando así una parte importante de la cultura LGBT.
Ejemplos destacados de teatro LGBT incluyen el musical Rent de Jonathan Larson y la obra de teatro Bent de Martin Sherman.

## Historia

### Antigua Grecia
En la Antigua Grecia, la homosexualidad se consideraba normal y, en algunos contextos, incluso se promovía. En Tebas, se practicaba activamente y estaba legalmente «incentivada». El teatro se consideraba una «herramienta para promover los valores de la sociedad» y la homosexualidad se representaba en estas obras. En la obra de Aristófanes, Los caballeros, el protagonista, Agoracrito, admite abiertamente haber sido el «pasivo» de su relación. En otra obra de Aristófanes, Tesmoforias, el personaje de Eurípides dirige comentarios que podrían considerarse homófobos hacia su colega Agatón. Otros personajes de la obra ridiculizan su comportamiento y destacan su obsesión por la masculinidad. Como la obra es una comedia, muchos han interpretado al personaje como humorístico. Un ejemplo teorizado de homosexualidad en la Ilíada es el de Aquiles y Patroclo. Historiadores y contemporáneos sugieren que los personajes mantenían una relación más que platónica. La historia de Aquiles y Patroclo fue representada en la obra de William Shakespeare, Troilo y Crésida.

### Antes del sigloxx
La homosexualidad no fue significativamente documentada en los siglos posteriores a la caída de la Antigua Grecia y hasta el siglo xx. El teatro de ese período no se conoce por tener temas o ideas LGBT. La homosexualidad comenzó a ser conocida y a aparecer en escritos al acercarse el siglo xx. Durante los siglos xviii y xix, la idea de la homosexualidad estaba muy estigmatizada en todo el mundo. En el Reino Unido, el castigo por cualquier acto de sodomía era la ejecución. Además, hubo un cambio en la clasificación de los hombres homosexuales, ya que la sodomía dejó de ser un acto para convertirse en una identidad. En una era donde la homosexualidad estaba criminalizada, no existían obras sobre la vida de los hombres homosexuales. Sin embargo, desde la época de Shakespeare, los hombres interpretaban roles femeninos en el teatro. Las mujeres se consideraban no aptas para interpretar personajes en las obras, por lo que los hombres se vestían como mujeres para representar personajes femeninos. Esto continuó hasta el siglo xix, cuando la popularización de la ópera permitió a las mujeres acceder al mundo del teatro.

### Mediados del sigloxx
El Caffe Cino fue el lugar de nacimiento del Off-Off-Broadway, donde se representó The Madness of Lady Bright, la primera obra de teatro abiertamente LGBT. La obra fue la de mayor duración en el Caffe Cino y se representó más de 200 veces ante salas llenas. Cuatro años después, se representó la primera obra LGBT en el Off-Broadway, Los chicos de la banda. Esta obra atrajo una atención significativa, ya que se representó en un teatro legítimo. Aunque las reacciones fueron mixtas, Los chicos de la banda consolidó un legado y es considerada una de las obras LGBT clásicas. En 1983, se representó un musical LGBT mainstream en Broadway. La jaula de las locas fue un musical basado en la película de 1978, La jaula de las locas. La historia gira en torno a una pareja homosexual de mediana edad que descubre la profundidad de su amor tras superar obstáculos. La obra fue innovadora por la caracterización de sus personajes principales, uno dueño de un club de drag en Saint-Tropez y el otro su estrella principal. La obra recibió grandes elogios y ganó el Premio Tony al Mejor Musical en 1984. Se representó 1761 veces y fue revivida en el otoño de 2004.

### Finales del sigloxxy sigloxxi
A mediados del siglo xx se produjo el auge de las obras de teatro LGBT y su popularización. A pesar del estigma en torno a la comunidad LGBT, especialmente con el aumento de la epidemia del sida, el orgullo LGBT y los medios de comunicación se estaban volviendo mainstream. Las obras, programas de televisión y películas sobre personas identificadas como LGBT se convirtieron en piezas mediáticas comunes. Los musicales populares comenzaron a surgir en las décadas de 1980 y 1990, siendo el más famoso Rent, que se estrenó en los años 90. El musical está ambientado a principios de los 90 y se centra en un grupo de neoyorquinos que luchan con sus carreras, vidas amorosas y la epidemia del sida. La obra fue considerada innovadora, se representó más de 5000 veces y duró 12 años. El legado de Rent permitió que una amplia gama de producciones LGBT se representaran en todo el mundo. Otros musicales LGBT destacados incluyen Fun Home y A Strange Loop.

### Legado
La historia del teatro LGBT ha inspirado muchas obras y musicales a lo largo de los años. A medida que el género crecía, los dramaturgos y guionistas citaban los «clásicos» como referencia para sus proyectos. Una obra destacada que ha sido citada como «influyente» fue Los chicos de la banda, que se hizo prominente en Estados Unidos por ser la «descripción más franca de ser gay». Para muchos, la obra fue la primera exposición a la homosexualidad. En 2018, un artículo de The New York Times recopiló historias de personas que contaron cómo conocieron Los chicos de la banda y cómo les afectó. La obra fue revivida para su quincuagésimo aniversario en 2018, con un elenco que incluía a Matt Bomer, Jim Parsons y Zachary Quinto. El productor de la obra, Ryan Murphy, afirmó: «Los chicos que son los protagonistas son la primera generación de actores homosexuales que dijeron: 'Vamos a vivir vidas auténticas y a rezar y confiar en que nuestras carreras seguirán encaminadas', y así ha sido. Para mí, eso es muy profundo». La obra fue relanzada junto con otros dos «clásicos» gay, Ángeles en América y Torch Song Trilogy.

## Representación alrededor del mundo

### América del Norte
En Estados Unidos, el teatro LGBT es relativamente conocido y lo ha sido durante las últimas décadas. Éste ha existido por más tiempo, pero se ha enfrentado a mucha controversia. Algunos de estos espectáculos incluyen Rent en 2005, escrito por Chris Columbus, una historia LGBT sobre la contracción del sida y la controversia que lo rodea, o The Prom de Chad Beguelin, que sigue a un grupo de adolescentes de Indiana que intentan apoyar a su amiga lesbiana porque a ésta le prohibieron llevar a su novia al baile de graduación debido a vivir en un pueblo conservador. Estos musicales/obras retratan personajes LGBT y proporcionan representación a sus audiencias. Estados Unidos ha sido un epicentro para la representación LGBT, lo que se evidencia a través del teatro LGBT. Esto incluye más que solo Broadway ya que hay una gran cantidad de teatros más pequeños que estrenan obras centradas en temas LGBT por todo el país. Playbill publicó un artículo y afirmó: «Diversionary Theatre fue fundado en 1986 para proporcionar teatro de calidad para las comunidades lesbiana, gay, bisexual y transgénero. La misión del teatro es proporcionar una plataforma teatral inspiradora y estimulante para explorar historias LGBTQ complejas y diversas». Este teatro y muchos otros teatros más pequeños tienen misiones similares, que consisten en presentar la diversidad entre individuos LGBT y educar a la gente sobre la comunidad.

### Europa
Europa, al igual que Estados Unidos, tiene una visión más progresista del teatro LGBT y ha aceptado a la comunidad LGBT, al tiempo que le ha dado representación. En Europa, el teatro LGBT puede remontarse al siglo vi a. C. en la Antigua Grecia. Aunque técnicamente no se clasifica como LGBT, los hombres se vestían como mujeres porque las mujeres aún no estaban permitidas en la industria teatral, y esto puede verse como una forma de drag. El teatro LGBT actual es más aceptado en Europa, pero en siglos pasados había muchas restricciones sobre lo que se podía presentar en el escenario y lo que no, causando muchas limitaciones específicamente en el teatro LGBT. Esto fue evidente hasta mediados del siglo xx, especialmente en el Reino Unido. Lord chambelán fue una figura prominente en el control del teatro en el Reino Unido durante el siglo xx. Este era el miembro de mayor rango en las Casas Reales del Reino Unido, lo que significa que tenía el poder de censurar, conceder o denegar licencias a determinadas obras de teatro. Sin embargo, más tarde se levantarían algunas de esas restricciones y, en el siglo XXI, se podrían ver muchas obras LGBT en los teatros.

### Asia
En Asia, en comparación con otros continentes, el teatro LGBT no es tan prominente y está mucho menos apoyado. En el pasado, específicamente, Taiwán ha pasado por muchos cambios y desafíos en el gobierno, incluyendo estar bajo ley marcial y eventos como la colonización visible en el siglo xix, que incluyó a la comunidad LGBT. En Taiwán, el conservadurismo todavía está muy presente, lo que reprime a muchos ciudadanos en general, pero especialmente a los de la comunidad LGBT. No solo se ha cuestionado la identidad LGBT en Taiwán, sino también la identidad individual, ya que han estado sometidos a tantas restricciones durante tanto tiempo. Por consiguiente, el teatro queer no fue muy popular hasta después de la ley marcial. Aun así, durante este tiempo se hizo muy popular.
Muchos teatros queer taiwaneses tenían temas similares, como la identificación queer, el género y la sexualidad. Una persona muy importante durante esta época en el teatro LGBT fue Lai Sheng-Chuan, quien acabaría dando a conocer el teatro LGBT al criticar al gobierno y dejar que esto influyera en su obra, además de representar los sueños que muchos taiwaneses deseaban alcanzar tras la abolición de la ley marcial.
El primer teatro queer conocido en Taiwán fue Maoshi, establecido en 1988 por Tian ChiYuan, quien moriría de sida. Tian ChiYuan utilizó el teatro para combatir la homofobia y el estigma que las personas tenían sobre el sida, durante tiempos de extremo conservadurismo. Su objetivo era romper las normas sociales y dar visibilidad a las personas de la comunidad LGBT. Algunas de las obras más conocidas de Tian ChiYuan son adaptaciones de Whitewater y Legend of the white snake, ambas centradas en el amor homoerótico, un tema que no se abordaba públicamente durante la década de 1990. Incluso después de la muerte de Tian ChiYuan, la gente seguiría creando adaptaciones de Whitewater debido a su simbolismo del trauma queer y porque querían que ese legado continuara, dada su increíble influencia en el teatro LGBT.

## Reacciones negativas
El teatro LGBT ha enfrentado reacciones negativas de audiencias y críticos durante más de un siglo. La reacción más conocida contra el teatro LGBT es El retrato de Dorian Gray. Oscar Wilde recibió duras críticas por su famosa novela por parte de críticos y lectores que calificaron la obra de «impura» y «contaminada» por sus temas LGBT.
El teatro LGBT también enfrentó reacciones negativas en los años 70, como cuando la obra Los chicos de la banda se representó en el Black Box Theater del Atlanta Memorial Arts Center en marzo de 1970. La Comisión del Condado de Fulton amenazó con cortar el financiamiento público debido a su representación de la vida gay, etiquetándola como «contenido obsceno». Sin embargo, la obra continuó representándose durante dos semanas y volvió a representarse en el Buckhead Theatre en 1976.

### Amenazas físicas
En junio de 2018, el concierto del Coro de Hombres Gays de Chicago fue cancelado debido a una amenaza de bomba en el Alex Theatre, y cientos de personas fueron obligadas a evacuar el lugar.

### Amenazas financieras y de cancelación
En febrero de 2018, en Charlotte, Carolina del Norte, la obra Ángeles en América estuvo al borde de ser cancelada debido a protestas y apenas logró ser confirmada para su representación unas pocas horas antes de que comenzara el espectáculo. Esto, a su vez, hizo que se agotaran las entradas debido a la curiosidad de las personas.
En enero de 2023, en las escuelas públicas del condado de Duval, Florida, la administración detuvo la producción de la obra Indecent, que detallaba una relación amorosa entre dos mujeres, debido a su «contenido maduro». En febrero de 2023, las escuelas del condado de Northwest Allen, Indiana, cancelaron una producción de la obra Marian después de que adultos protestaran por su representación de una pareja del mismo sexo y un personaje no binario.
En julio de 2023, los representantes del Partido Republicano de Estados Unidos votaron para eliminar la financiación a los centros comunitarios LGBT, acusando a los centros de «apoyar el comunismo, los drag shows y la administración de terapia de reemplazo hormonal a jóvenes». Muchos otros políticos se opusieron a esta enmienda, calificando la decisión como «uno de los ejemplos más evidentes y repugnantes de fanatismo que he visto en mi carrera y en mi vida».

### Incidentes en Rusia
En noviembre de 2022, una obra de teatro en la ciudad rusa de Novosibirsk fue cancelado pocos días después de que las autoridades del Ministerio de Cultura local declararan que investigarían si el espectáculo violaba o no la legislación anti-LGBT establecida en 2013. Aunque el Teatro Siberiano anunció que la obra se cancelaba debido a dificultades técnicas, la cancelación del espectáculo se produjo solo unos días después de que aparecieran numerosas publicaciones en las redes sociales con el fin de investigar si el espectáculo infringía las leyes rusas que prohíben la «promoción de relaciones sexuales no tradicionales con menores».

### Incidentes en Hungría
En junio de 2018, la Ópera Estatal Húngara canceló más de una docena de representaciones del musical Billy Elliot después de que un columnista de un periódico acusara a la producción de ser «propaganda gay». Una columna del 1 de junio de Zsofia N. Horvath en el periódico conservador Magyar Idők afirmó que este musical, que involucra a un chico que busca convertirse en bailarín de ballet, expone a los jóvenes espectadores a «propaganda gay desenfrenada», yendo «en contra de los objetivos del estado... en una situación donde la población ya está envejeciendo y disminuyendo». Esto provocó la cancelación de 15 de los espectáculos.

## Personas destacadas
Uno de los primeros y más destacados dramaturgos LGBT fue Oscar Wilde. Nacido en 1854 en Dublín, Irlanda, es conocido por obras como El retrato de Dorian Gray y La importancia de llamarse Ernesto. Debido a su homosexualidad en esa época, fue arrestado y enviado a prisión.
Tennessee Williams, nacido en 1911, es conocido como dramaturgo notable y abiertamente gay. Williams escribió obras como El zoo de cristal, Un tranvía llamado Deseo y La gata sobre el tejado de zinc. Además de obras de teatro, Williams también escribió cuentos, poesía y algunas memorias, y fue incluido en el Salón de la Fama del Teatro Americano.
Edward Albee, nacido en 1928, escribió muchas obras de teatro a lo largo de su vida, entre las que destacan La cabra o ¿quién es Sylvia?, Tres mujeres altas y ¿Quién teme a Virginia Woolf?. Albee era abiertamente gay y nunca ocultó su homosexualidad.
Mart Crowley, nacido en 1935, es mejor conocido por su trabajo en la obra Los chicos de la banda, que tenía temas homosexuales. Otras obras incluyen Remote Asylum y A Breeze from the Gulf.
John Waters, nacido en 1946, es conocido por ser un actor, dramaturgo, cineasta abiertamente gay y por su icónico bigote de lápiz. Waters ha aparecido en películas como El hijo de Chucky y Suburban Gothic, pero también escribió y dirigió la película Hairspray, que luego se convirtió en un musical de Broadway.
Harvey Fierstein, nacido en 1954, es un actor y dramaturgo abiertamente gay. Es mayormente conocido por su trabajo con producciones como el musical Hairspray y por películas como Día de la Independencia. También escribió el libreto para el musical La jaula de las locas y ha ganado cuatro Premios Tony por Mejor Actor en una Obra de Teatro, Mejor Obra de Teatro, Mejor Guion de un Musical y Mejor Actor en un Musical.
Tony Kushner, nacido en 1956, es un dramaturgo estadounidense abiertamente gay. Es mejor conocido por su trabajo en Ángeles en América, que ganó un Premio Pulitzer y un Premio Tony. También recibió la Medalla Nacional de las Artes en 2013.

## Obras y musicales con personajes o temas LGBT

### Obras
- Ángeles en América de Tony Kushner
- Bent de Martin Sherman
- Los chicos de la banda de Mart Crowley
- La gata sobre el tejado de zinc de Tennessee Williams
- Corpus Christi de Terrence McNally
- El proyecto Laramie de Moisés Kaufman y miembros del Tectonic Theater Project
- M. Butterfly de David Henry Hwang
- The Normal Heart de Larry Kramer
- Stop Kiss de Diana Son
- Torch Song Trilogy de Harvey Fierstein
- The Prince de Abigail Thorn

### Musicales
- Bare: A Pop Opera de Jon Hartmere y Damon Intrabartolo
- Bare: The Musical de Jon Hartmere, Damon Intrabartolo y Lynne Shankel
- Cabaret de Fred Ebb, John Kander y Joe Masteroff
- La jaula de las locas de Harvey Fierstein y Jerry Herman
- El color púrpura de Stephen Bray, Marsha Norman, Brenda Russell y Allee Willis
- Falsettos de William Finn y James Lapine
- Fun Home de Lisa Kron y Jeanine Tesori
- Hedwig and the Angry Inch de John Cameron Mitchell y Stephen Trask
- Pisando fuerte de Harvey Fierstein y Cyndi Lauper
- El beso de la mujer araña de Fred Ebb, John Kander y Terrence McNally
- Rent de Jonathan Larson
- Despertar de Primavera de Steven Sater y Duncan Sheik
- A Strange Loop de Michael R. Jackson
- The View UpStairs de Max Vernon